# Neosybra flavovittipennis
Neosybra flavovittipennis là một loài bọ cánh cứng trong họ Cerambycidae.